# کن فروست (دوچرخه‌سوار)
کن فروست (دانمارکی: Ken Frost؛ زادهٔ ۱۵ فوریهٔ ۱۹۶۷) دوچرخه‌سوار اهل دانمارک است.
وی در مسابقات کشوری و بین‌المللی در مجموع برندهٔ ۱ مدال برنز شده‌است.